# 인생의 베일
인생의 베일 ( The Painted Veil ) 은 윌리엄 서머싯 몸이 1925년에 쓴 소설이다.  

## 줄거리
3인칭 작가 시점으로 쓰인 이 작품의 주인공은 키티 가스틴이다.
가스틴 가문은 소위 고급 중산층의 귀부인들로 고급 사치로운 삶으로 젊은 시절을 보낸다.  특히, 키티는 25살에  수십명의 전도 유망한 남자들과 사귀면서 결혼 프로포즈를 받는다.  그녀의 어머니는 장녀에게 퇴짜 맞은 의사인 월터 페인를 키티에게 붙여 주려고 한다.   여동생인 도리스가 결혼을 먼저 하려고 하자, 이에 뒤질세라, 키티는 월터의 결혼 프로포즈를 승낙한다.  